# Rotterdam Open 1977 - Doppio
Il doppio del Rotterdam Open 1977 è stato un torneo di tennis facente parte del WCT 1977.
Il torneo è stato vinto da Wojciech Fibak e Tom Okker, che hanno battuto in finale Vijay Amritraj e Dick Stockton con il punteggio di 6-4, 6-4.

## Teste di serie
1. Vijay Amritraj /  Dick Stockton (finale)

1. Wojciech Fibak /  Tom Okker (campioni)

## Tabellone

### Legenda
| - Q = Qualificato - WC = Wild card - LL = Lucky loser | - ALT = Alternate - SE = Special Exempt - PR = Protected Ranking | - w/o = Walkover - r = Ritirato - d = Squalificato |

|  | Quarti di finale             | Quarti di finale              | Quarti di finale              | Quarti di finale | Quarti di finale |  |  | Semifinali                   | Semifinali                   | Semifinali                   | Semifinali               | Semifinali               |   |   | Finale                       | Finale                       | Finale                       | Finale | Finale |  |
|  |                              |                               |                               |                  |                  |  |  |                              |                              |                              |                          |                          |   |   |                              |                              |                              |        |        |  |
|  | 1                            | Vijay Amritraj Dick Stockton  | Vijay Amritraj Dick Stockton  | 6                | 6                |  |  |                              |                              |                              |                          |                          |   |   |                              |                              |                              |        |        |  |
|  |                              | Ray Moore Harold Solomon      | Ray Moore Harold Solomon      | 4                | 2                |  |  | Vijay Amritraj Dick Stockton | Vijay Amritraj Dick Stockton | Vijay Amritraj Dick Stockton | 7                        | 6                        |   |   |                              |                              |                              |        |        |  |
|  | Jan Kodeš Manuel Orantes     | Jan Kodeš Manuel Orantes      | Jan Kodeš Manuel Orantes      | 7                | 6                |  |  | Jan Kodeš Manuel Orantes     | Jan Kodeš Manuel Orantes     | Jan Kodeš Manuel Orantes     | 5                        | 3                        |   |   |                              |                              |                              |        |        |  |
|  | Mark Cox Eddie Dibbs         | Mark Cox Eddie Dibbs          | Mark Cox Eddie Dibbs          | 6                | 1                |  |  |                              |                              |                              |                          |                          |   |   | Vijay Amritraj Dick Stockton | Vijay Amritraj Dick Stockton | Vijay Amritraj Dick Stockton | 4      | 4      |  |
|  | Ilie Năstase Adriano Panatta | Ilie Năstase Adriano Panatta  | Ilie Năstase Adriano Panatta  | 6                | 6                |  |  |                              |                              | Wojciech Fibak Tom Okker     | Wojciech Fibak Tom Okker | Wojciech Fibak Tom Okker | 6 | 6 |                              |                              |                              |        |        |  |
|  | C Barazzutti Onny Parun      | C Barazzutti Onny Parun       | C Barazzutti Onny Parun       | 3                | 4                |  |  | Ilie Năstase Adriano Panatta | Ilie Năstase Adriano Panatta | 4                            | 6                        | 2                        |   |   |                              |                              |                              |        |        |  |
|  | 2                            | Wojciech Fibak Tom Okker      | Wojciech Fibak Tom Okker      | 6                | 6                |  |  | Wojciech Fibak Tom Okker     | Wojciech Fibak Tom Okker     | 6                            | 4                        | 6                        |   |   |                              |                              |                              |        |        |  |
|  |                              | John Alexander Cliff Drysdale | John Alexander Cliff Drysdale | 3                | 2                |  |  |                              |                              |                              |                          |                          |   |   |                              |                              |                              |        |        |  |